# Paulo Lins
Paulo Lins es un escritor brasileño que consiguió fama con la publicación en 1997 del libro Ciudad de Dios que trata sobre la vida en las favelas de Río de Janeiro.

## Biografía
Habitante de la favela carioca de Cidade de Deus, comenzó escribiendo poesía en los años 1980 como miembro del grupo Cooperativa de Poetas, con quien publicó su primer libro de poemas, Sobre o sol. Graduado en Letras, recibió en 1995 la beca Vitae de Literatura que le permitió participar como ayudante en un estudio sociológico, gracias al cual escribió Ciudad de Dios
En 2002, el director Fernando Meirelles realizó la película Ciudad de Dios, basada en el libro homónimo, que recibió cuatro nominaciones a los Óscars de 2004 (mejor director, mejor fotografía, mejor montaje y mejor guion adaptado). También fue nominado para un Globo de Oro a la mejor película extranjera. El guion fue obra de Bráulio Mantovani.
Tras esta película, escribió guiones para algunos episodios de Ciudad de los hombres de la cadena Globo y el guion de la película Quase dois irmãos de 2004, de Lúcia Murat, que recibió el premio al mejor guion de la Asociación Paulista de Críticos de Arte (APCA) en 2005.
Posteriormente, Paulo Lins trabajó con Rene Sampaio en el guion de otro largometraje, una adaptación cinematográfica de la letra de la canción de Renato Russo Faroeste Caboclo.
En 2012, publicó su segunda novela, Desde que o samba é samba, que recrea de forma ficticia la invención de la samba por músicos del barrio carioca de Estácio en la década de 1920.